# 黑胸山蜂鸟
黑胸山蜂鸟（学名：Oreotrochilus melanogaster），是雨燕目蜂鸟科的一种鸟类。
黑胸山蜂鸟体重约9.1克，翼长约72毫米，嘴峰长约23.1毫米，喙宽度约2.4毫米，喙厚度约2.3毫米，跗蹠长约8.4毫米，尾长约49.2毫米。黑胸山蜂鸟在其分布区内为留鸟，其栖息在开放的草原环境中，食性为草食性，主要食物来源是植物的花蜜。
黑胸山蜂鸟分布于秘鲁的安第斯山脉地区（胡宁省、萬卡韋利卡省、安卡什大区、利马省、阿亚库乔大区）。该物种是单型物种，没有亚种分化。